# Corymica polysticta
Corymica polysticta là một loài bướm đêm trong họ Geometridae.